# Mathias Lüttichau

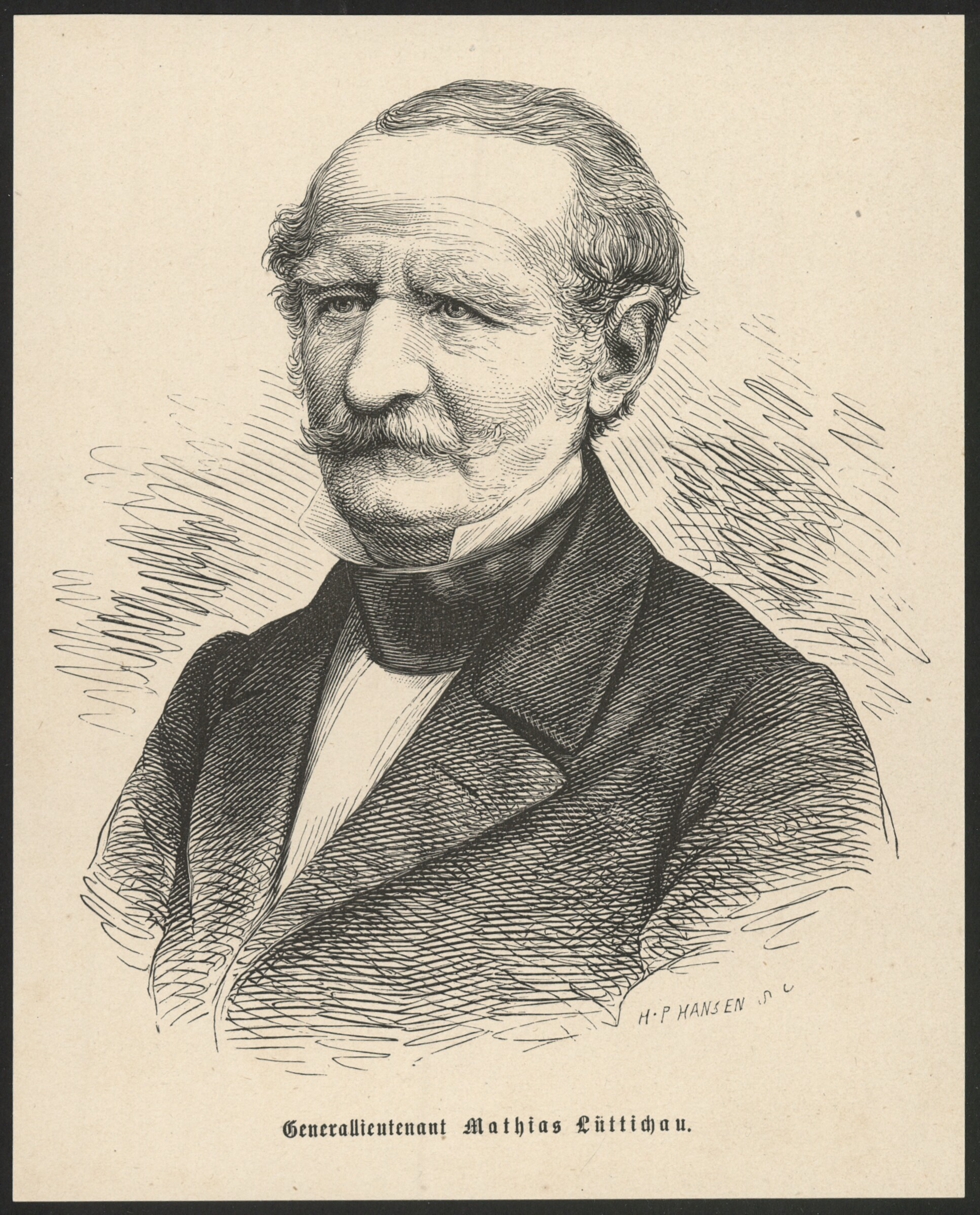
Mathias Lüttichau.

Mathias Lüttichau, född den 9 december 1795, död den 13 april 1870, var en dansk militär, godsägare och politiker, bror till överpresident Hans Helmuth Lüttichau.
Lüttichau blev 1810 löjtnant vid artilleriet, 1836 batterichef och 1846 major. Han ärvde 1819 godset Store Grundet vid Vejle, var 1836-46 konservativ ledamot av Viborgs ständerförsamling och 1848-49 kungavald medlem av den grundlagstiftande riksförsamlingen (där han var en av de tio, som protesterade mot grundlagen). Lüttichau hade 1851-64 säte och stämma i landstinget och var 1857-63 kungavald medlem av riksrådet samt december 1854-maj 1856 krigsminister. I slaget vid Isted 1850 anförde Lüttichau den ena divisionens artilleri. Han blev 1861 chef för artilleriet och anförde det som generallöjtnant 1863-64 i Dannevirkeställningen. Han röstade i februari 1864 i krigsrådet mot positionens utrymmande och var sedan en kort tid härens högste befälhavare, men deltog inte i den övriga delen av kriget.